# Buetas
Buetas es una localidad española dentro del municipio de La Fueva, en el Sobrarbe, provincia de Huesca, Aragón.
Buetas es una aldea tradicional de Tierrantona, la capital de La Fueva. En el periodo intercensal de 1842-1857 se incorporó al municipio de Morillo de Monclús, y desde la década de 1960 forma parte de La Fueva.

## Demografía
| Gráfica de evolución demográfica de Buetas entre 2000 y 2012 |
|                                                              |

## Urbanismo
Las casas están esparcidas, sin formar ninguna estructura urbanística definida, encontrándose intercaladas con algunas naves agrícolas, la principal industria local. Todas las construcciones se encuentran alrededor de la pista asfaltada que comunica Tierrantona con Rañín por Buetas y Solipueyo.
Esta localidad no posee iglesia, cuyas funciones las realiza un oratorio dedicado a San José.

## Lugares de interés

### Oratorio de San José
Se trata de un edificio con nave y ábsides rectangulares y con cubierta de forma de medio cañón. La puerta está precedida de un atrio que se abre con arco de medio punto. La fachada remata con una espadaña que hace de campanario, con un solo vano para la campana.

## Festividades
- 19 de marzo: fiesta Mayor, en honor a San José.[2]
- 28 de agosto: fiesta menor, en honor a San Agustín.[2]